# Vaux-devant-Damloup
Vaux-devant-Damloup korábbi község Franciaországban, Meuse megyében. Lakosainak száma 76 fő (2018. január 1.). Vaux-devant-Damloup Bezonvaux, Damloup, Dieppe-sous-Douaumont, Douaumont és Fleury-devant-Douaumont községekkel határos.
2019. január 1-jén Douaumont korábbi községgel egyesült és az így létrejött Douaumont-Vaux új község része lett.

## Népesség
A település népessége az elmúlt években az alábbi módon változott:
| Lakosok száma | 70   | 74   | 74   | 76   |
|               | 2013 | 2015 | 2017 | 2018 |